# Hiệp phương sai không đồng nhất

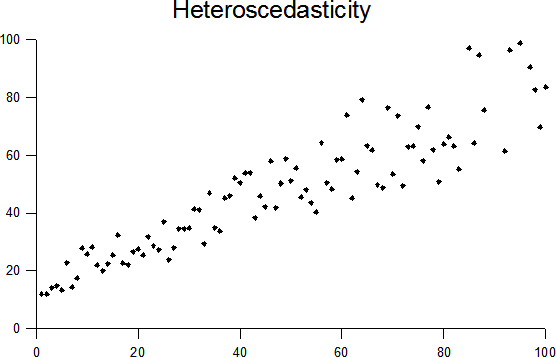
Đồ thị của một dữ liệu có tính hiệp phương sai không đồng nhất. Ta thấy các điểm phân bố rời rạc

Trong thống kê và kinh tế lượng, một tập hợp các biến ngẫu nhiên được gọi là Hiệp phương sai không đồng nhất (tiếng Anh: Heteroskedacity) nếu phương sai của các sai số trong một mô hình hồi quy không đồng nhất giữa các quan sát. Về mặt ngữ nghĩa, một bài toán có tính hiệp phương sai không đồng nhất nếu nó không có sự đồng nhất của hiệp phương sai.
Tính không đồng nhất của hiệp phương sai là một vấn đề khi chạy mô hình bàng phương pháp phân tích hồi quy, vì khi đó nó không củng cố độ tin cậy khi dùng phép thử kiểm định giả thuyết thống kê, nặng hơn nó sẽ làm vô hiệu hóa phép thử nếu độ lệch phương sai trở nên quá lớn, vì một trong những giả thiết khi sử dụng mô hình hồi quy là các sai số giữa các quan sát không có tính tương quan với nhau và độc lập với nhau. Giả dụ, trong một dữ liệu có tính hiệp phương sai không đồng nhất, một ước lượng bình phương tối thiểu thường vẫn là một ước lượng không chệch và nhất quán, nhưng nó sẽ không hiệu quả (và vì thế sẽ không phải là BLUE - best linear unbiased estimator, ước lượng không chệch tuyến tính chuẩn nhất) vì khi đó phương sai và hiệp phương sai của quần thể bị ước lượng thấp hơn so với giá trị thật.